# سان رستم
سان رستم (به کوردی: سان رووسەم)گوردخمه‌ای تاریخی واقع در شهرستان کرمانشاه است که در فاصلۀ ۶۴ کیلومتری از شهر کرمانشاه، در ۱۰ کیلومتری روستای بوژان مرکز دهستان عثمانوند، در نزدیکی روستای چنار در حاشیه رودخانه جزمان و کنار جاده قرار دارد. سان رستم در ۳۰ خرداد ۱۳۵۷ به شماره ثبت ۱۶۲۲ در فهرست آثار ملی ایران ثبت شده‌است. گوردخمه سان رستم تنها گوردخمه ای سنگی ایران است که روی زمین قرار گرفته و بر روی کوه کنده نشده است.

## قدمت
به دلیل عدم وجود هرگونه کتیبه، نقوش تزئینی و نیز عدم اشاره به این اثر در منابع تاریخی قدمت آن هنوز مشخص نشده است. به همین دلیل به دوره‌های مختلفی مانند ماد، هخامنشی،‌ سلوکی،‌ اشکانی و حتی ساسانی نسبت داده شده‌است. اطلس تاریخ ایران از ابتدا تا اسلام این بنا را به دوران مادها منسوب کرده‌است.

## نام‌گذاری
مردم این منطقه کورد با گویش لکی هستند، این اثر را با نام سان رستم می‌شناسند. سان در زبان کردی(گویش لکی) به معنای سنگ است و این واژه «سنگ رستم» معنا می‌دهد. البته نمی‌توان آن را به رستم قهرمان شاهنامه نسبت داد.

## ویژگی‌ها
گوردخمۀ سان رستم مانند اغلب گوردخمه‌ها درون کوه کنده نشده، بلکه به شکل اتاقی درون قطعه سنگ بزرگی کنده شده‌است. همچنین برخلاف گوردخمه‌های دیگر، سان رستم ارتفاعی از زمین ندارد. تنها گوردخمۀ دیگری که مشابه با سان رستم ساخته شده‌است، گوردخمۀ برد عاشقان در روستای مله‌دیزگه از توابع بخش مرکزی شهرستان سرپل ذهاب است.
اتاق گوردخمۀ‌ سان رستم دارای ورودی بوده و شیارهایی تزیینی در سقف آن وجود دارد. سقف اتاق اصلی گوردخمه دارای قوس است. همچنین کف اتاق ۲۰ سانتیمتر از کف ورودی پایین‌تر است. در درون اتاق، مکانی خاص برای قرار دادن جسد تعبیه نشده‌است.

## آسیب‌ها
به رغم ثبت این بنا در فهرست میراث ملی ایران، هیچ محافظتی از آن صورت نگرفته‌است. بر روی دیواره‌های بنا یادگاری و شعارهای انتخاباتی و بازرگانی نوشته شده‌است. همچنین برخی از افراد به داخل آن رفته و آتش روشن کرده‌اند که سبب سیاه شدن دیواره‌ها شده‌است.